# District de Higashiazai
Higashiazai (東浅井郡, Higashiazai-gun) est un ancien district situé dans la préfecture de Shiga au Japon. En 2010, ce district, tout comme le district d'Ika, a intégré la ville de Nagahama.
Avant la fusion, le district comptait deux bourgs :
- Kohoku
- Torahime